# Quantified Self
„The Quantified Self“ ist ein Netzwerk aus Anwendern und Anbietern von Methoden sowie Hard- und Softwarelösungen, mit deren Hilfe sie z. B. umwelt- und personenbezogene Daten aufzeichnen, analysieren und auswerten. Ein zentrales Ziel stellt dabei der Erkenntnisgewinn u. a. zu persönlichen, gesundheitlichen und sportlichen, aber auch gewohnheitsspezifischen Fragestellungen dar.
Die Mitglieder der Quantified-Self-Bewegung veranstalten in 35 Ländern weltweit in rund 130 Städten regelmäßig stattfindende „Meetups“. Kern dieser Treffen sind Erfahrungsberichte von Anwendern über Self-Tracking-Lösungen für Sport, Gesundheit und andere persönliche Bereiche sowie Produktpräsentationen von Startups und etablierten Unternehmen. Die Quantified-Self-Gruppen dienen der Vernetzung von Anwendern, Entwicklern und Anbietern digitaler Produkte für Sport, Gesundheit und anderen Bereichen der Nutzung persönlicher Daten.

## Geschichte
Die Website quantifiedself.com wurde 2007 von den amerikanischen Wired-Journalisten Gary Wolf und Kevin Kelly ins Leben gerufen. 2008 versammelten sie einige Gleichgesinnte aus der San Francisco Bay Area, um ihre Self-Tracking-Erfahrung zu diskutieren. Seitdem werden die Erfahrungsberichte und Präsentationen auf der zugehörigen Website veröffentlicht. In den darauf folgenden Jahren entstanden weitere Quantified-Self-Gruppen auf der ganzen Welt. In Europa wurden die ersten Gruppen in Amsterdam und London 2010 gegründet. Seit 2011 finden internationale Konferenzen mit Anwendern, Entwicklern, Journalisten und Unternehmensvertretern aus der Gesundheitsbranche statt. In Deutschland wurden mittlerweile Gruppen in Aachen, Berlin, Hamburg, Köln, München und Stuttgart gegründet und die deutschsprachigen Interessierten tauschen sich in einer Facebook-Gruppe aus. Die Veranstaltungen in der Bay Area und dem Silicon Valley finden mittlerweile im Umfeld der Singularity University und der Stanford University statt und sind zu einem Treffpunkt für zahlreiche Vorreiter in den Bereichen Technologie, Gesundheit und Persönlichkeitsentwicklung geworden. Als erste europäische Hochschule richtete die Hanzehogeschool Groningen 2012 ein Quantified Self Instituut unter Leitung von Martijn de Groot ein.

## Hintergrund
Schon lange vor der Entstehung der Quantified-Self-Bewegung gehörte für chronisch Erkrankte oder Spitzensportler das regelmäßige Messen und Dokumentieren von Vitalitätswerten und Aktivitäten zum Alltag. Auch der oftmals mit Quantified Self verbundene Wunsch nach Verbesserung des körperlichen und emotionalen Wohlbefindens ist generations- und zeitunabhängig. Durch die Entwicklung vernetzter Vitalitätssensoren wie Waagen, Blutdruckmessgeräten oder Schrittzählern und das Aufkommen von Smartphone-Apps zur Erfassung von Daten zu Sport und Gesundheit ist es mittlerweile einfacher geworden, die persönliche Entwicklung anhand von Daten nachzuvollziehen und zu steuern. Gary Wolf, Gründer von Quantified Self, bezeichnet das Erfassen von Daten über sich selbst als Spiegel, um sich selbst zu erkennen und zu verbessern.
Neben gesundheitlich und körperlich orientierten Anwendungsbereichen findet der Grundgedanke der Quantified-Self-Bewegung seine Umsetzung auch in der Betrachtung von täglichen Routinen und ihrer Auseinandersetzung mit unserer Umwelt. Alltägliches wie Emailverkehr, die Telefonnutzung oder die Häufigkeit von Meetings können so in den Fokus der Analyse rücken.

## Methoden
Self-Tracking verwendet verschiedenste Ansätze, um Daten zu erfassen. Einfache Hilfsmittel wie Tagebücher und Tabellenkalkulationsprogramme zum manuellen Festhalten von Informationen werden zunehmend von Smartphone-Apps und Vitalitätssensoren ersetzt, die das Erfassen von Daten vereinfachen und für den Massenmarkt zugänglich machen. Neue Geräte wie vernetzte Waagen, Schrittzähler oder Schlafsensoren automatisieren die Datenerfassung und beinhalten meist eine Software zur Visualisierung der Werte. Neben der Erfassung von Daten zur Selbstbeobachtung zielen viele Produkte auf die Selbstmotivation der Anwender ab und versuchen diese zu einem von ihnen angestrebten Verhalten zu motivieren. Hintergrund dieses Effekts sind sogenannte Feedbackschleifen, die durch Bewusstmachung von Verhalten eine Verhaltensänderung begünstigen. Viele Anhänger der Quantified-Self-Bewegung entwickeln eigene Lösungen zur Sammlung von Daten, experimentieren mit selbst hergestellten Sensoren oder entwickeln eigene Softwareanwendungen. Hierdurch sind die Quantified-Self-Gruppen zu einem Netzwerk von Anwendern, Entwicklern und professionellen Anbietern von Sport- und Gesundheitslösungen sowie anderen Anwendungsfällen persönlicher Daten geworden.
Neben der technischen Orientierung der Quantified Self Bewegung, die das wachsende Feld der Wearables, d. h. der tragbaren oder direkt in Kleidung (smart Clothes) integrierten Sensoren, thematisiert und nutzt, entstehen auch artverwandte Initiativen. So betrachtet LifeModding schwerpunktartig die Grundsätze der persönlichen Entwicklung, die mit Hilfe von Methoden zur Verbesserung des allgemeinen Befindens angestrebt werden. Diese richten sich auf die zielgerichtete und positive Beeinflussung des persönlichen Lebensumfeldes. Im Fokus stehen dabei im engeren Sinne physische, psychische, kognitive sowie soziale Entwicklungsfelder.
In jüngerer Zeit haben auch spezialisierte Apps im Bereich der Ernährung die Prinzipien des Quantified Self übernommen, die es den Nutzern ermöglichen, ihre Nahrungsaufnahme und sportlichen Aktivitäten detailliert zu verfolgen, um Gesundheitsziele wie Gewichtsverlust oder -zunahme zu erreichen.

## Quantified Self in Deutschland
Deutschlands erste Quantified-Self-Gruppe wurde im September 2011 in München gegründet. Mittlerweile sind Gruppen in Berlin, Hamburg, Köln und anderen deutschen Städten entstanden. Angestrebt wird eine Vernetzung der deutschen QS-Gruppen sowie die Aufklärung und Information über Quantified-Self-Themen und Hintergründe.

## Kritik
Quantified Self wird in Deutschland teilweise kritisch aufgenommen. Fragen der Datensicherheit, der Überwachung, des fahrlässigen Vertrauens in Daten oder der Suchtgefahr werden unter anderem als Kritikpunkte angeführt. Ein Artikel von 2017 verortet QS im Selbstoptimierungsdiskurs des 20. Jahrhunderts und argumentiert, QS inszeniere sich zwar als exakte Wissenschaft, versammle aber empfindsame Lebensgeschichten. Viele Selbstvermesser würden einen mehr hilflosen als statistisch informierten Umgang mit Daten zur Schau stellen. Außerdem zitiert der Artikel die Kritik, dass der Glaube an Selbstoptimierung strukturelle Ungleichheiten verschleiere.
Marc Elsberg beschreibt die möglichen Gefahren von Quantified-Self-Verfahren in seinem Roman Zero.